# كارلوس س. أوغدن
كارلوس س. أوغدن (بالإنجليزية: Carlos Carnes Ogden, Sr.)‏ هو عسكري أمريكي، ولد في 9 مايو 1917 في مقاطعة إدغار في الولايات المتحدة، وتوفي في 2 أبريل 2001.